# Bengt Johansson (politiker)
Bengt Erik Johansson, född 3 oktober 1940 i Västra församlingen i Nyköping, är en svensk socialdemokratisk politiker som var kommunstyrelsens ordförande i Karlskoga kommun åren 2006–2009.
Johansson valdes till kommunstyrelsens ordförande i Karlskoga kommun 2006, han företräddes av Margareta Karlsson och efterträddes av Niina Laitila. Orsak till avgång uppgavs vara nedläggningen av Granbergsdals skola.
Idag bor Bengt Johansson i Södertälje med sin fru, Birgitta.